# Oulunsuu (quartier)
Oulunsuu est  un  quartier du district de Oulunsuu de la ville d'Oulu en Finlande.

## Description
Le quartier compte 4372 habitants (31.12.2018).

## Galerie

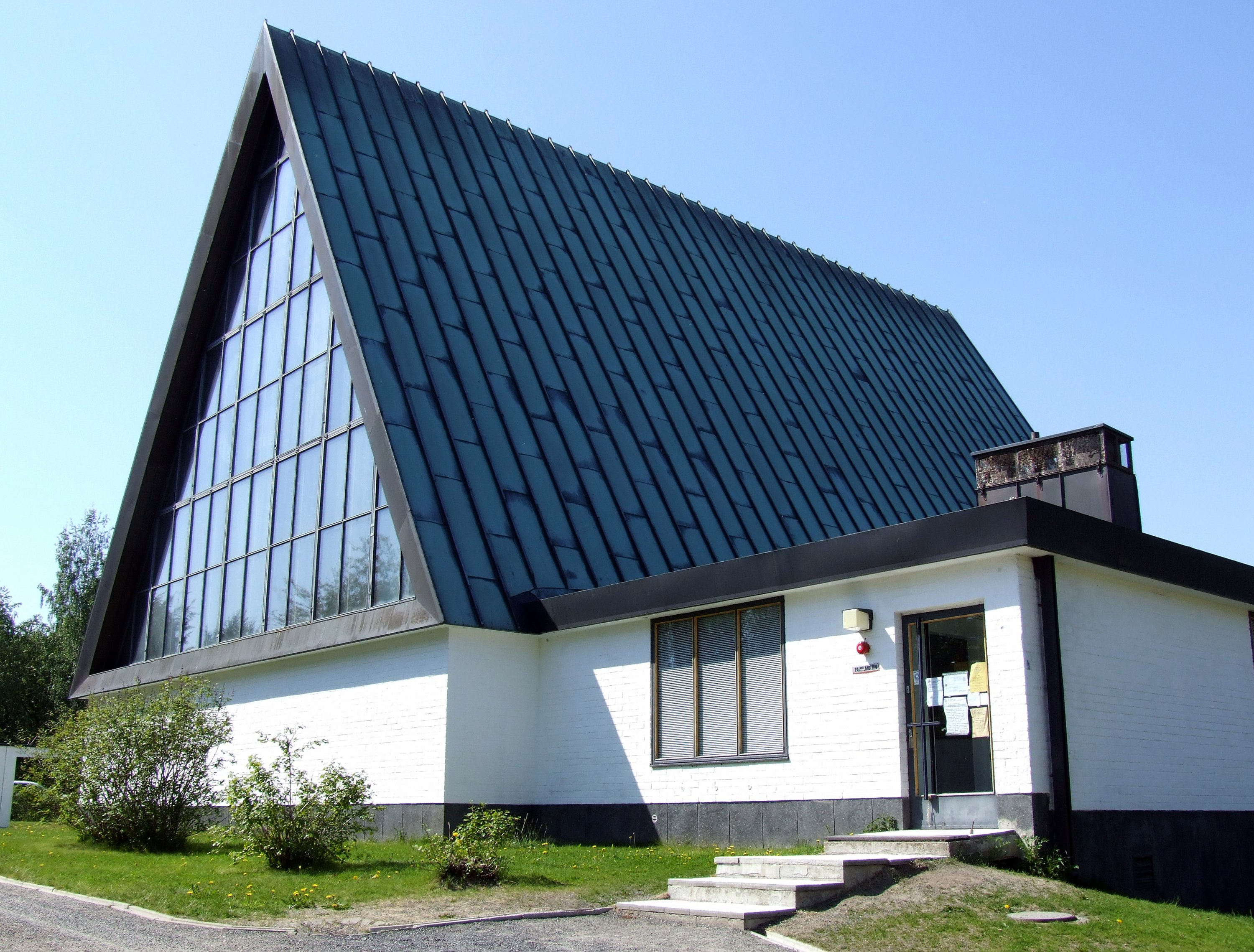
Église de Kastelli.
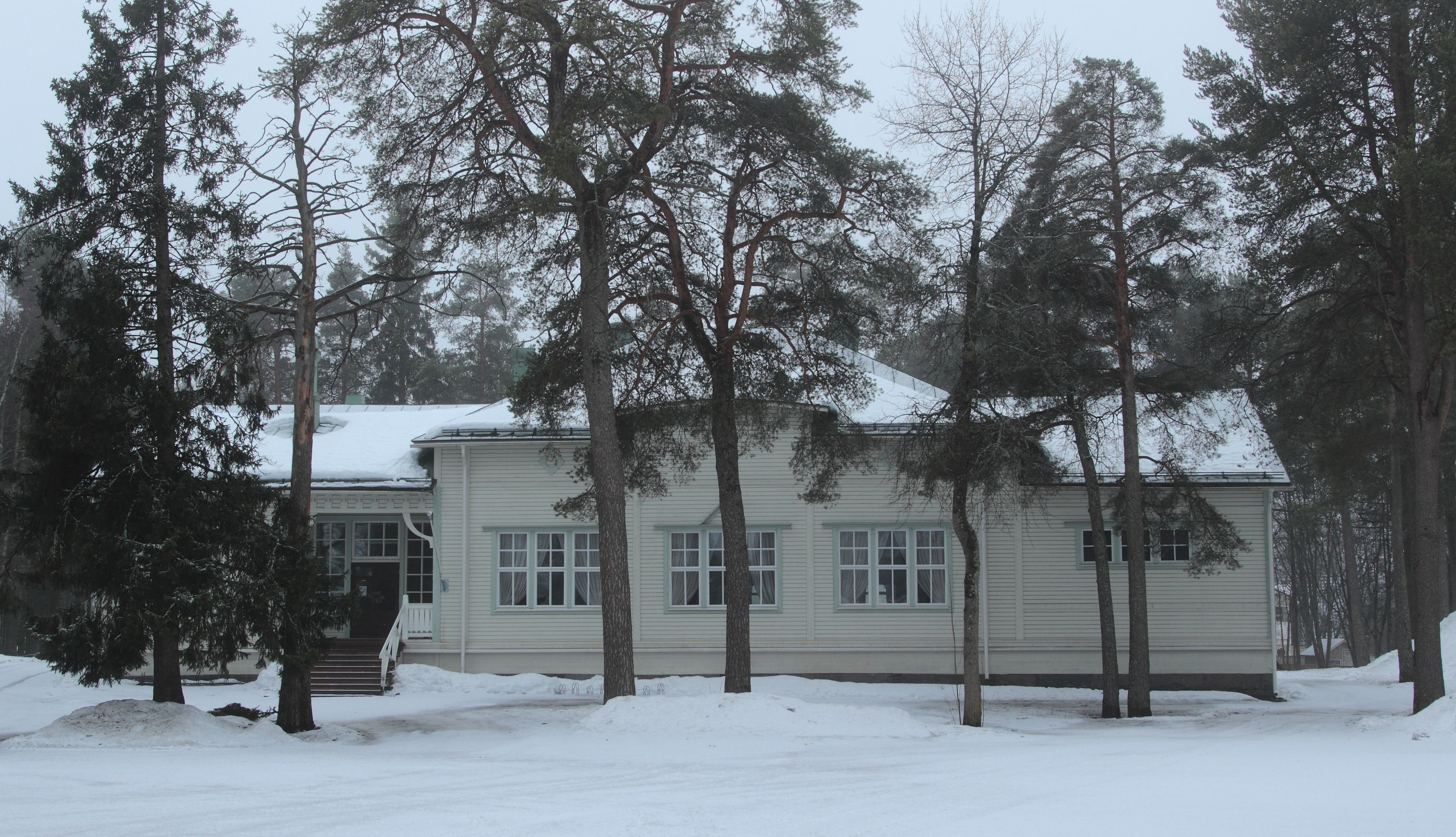
Oulunsuun Pirtti.
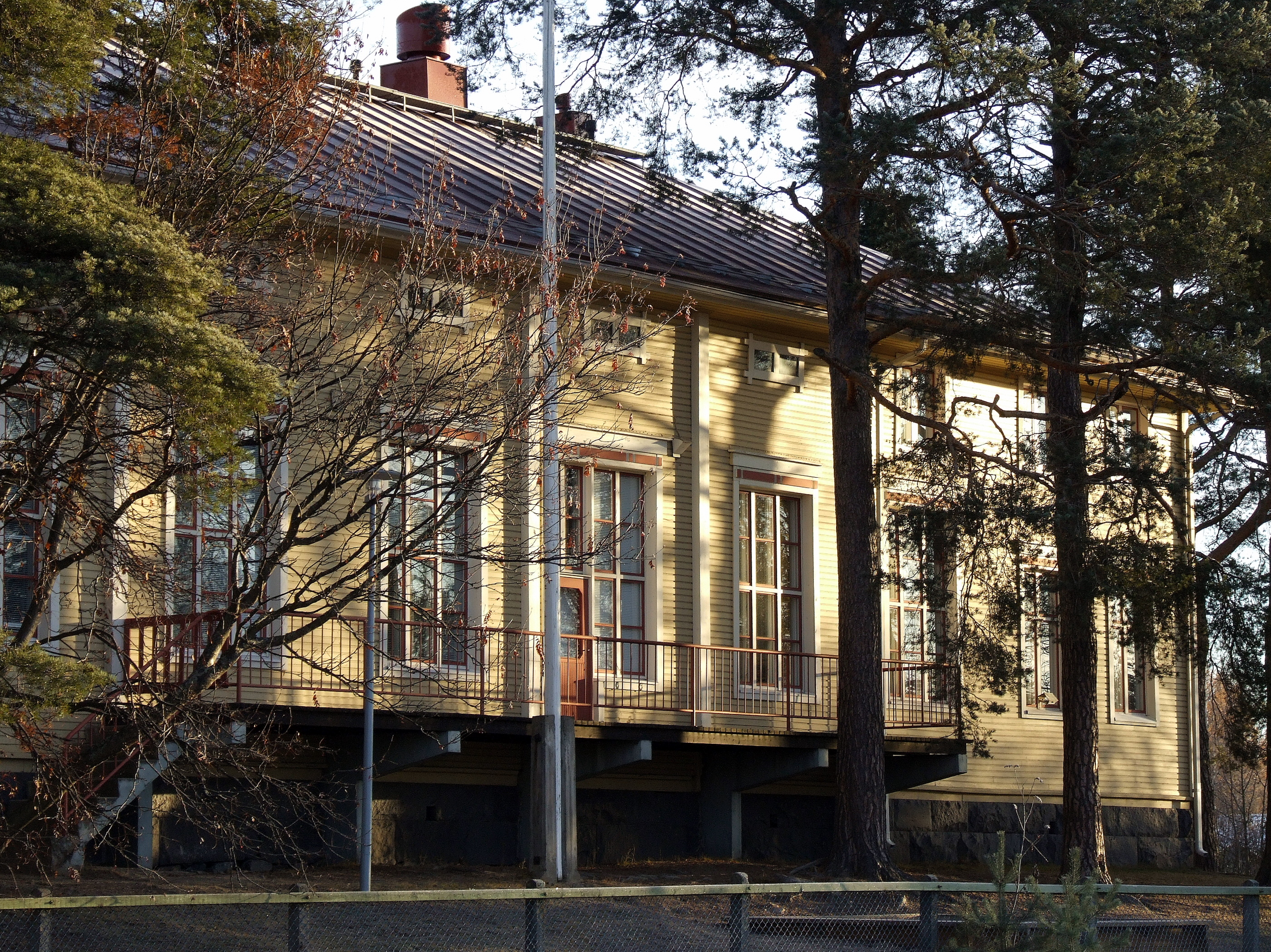
Crèche de Kastelli.